# Ушаков, Георгий Алексеевич
Гео́ргий Алексе́евич Ушако́в (17 [30] января 1901, село Лазарево (ныне Еврейская автономная область) — 3 декабря 1963, Москва) — советский исследователь Арктики, доктор географических наук (1950), автор 50 научных открытий.

## Биография
Родился в семье амурских казаков. С 1912 года учился в Хабаровске, в 1916 году окончил Второе высшее начальное 4-х классное городское училище им. П. Ф. Унтербергера в Хабаровске (ныне средняя школа № 35 им. В. И. Ленина в Хабаровске).

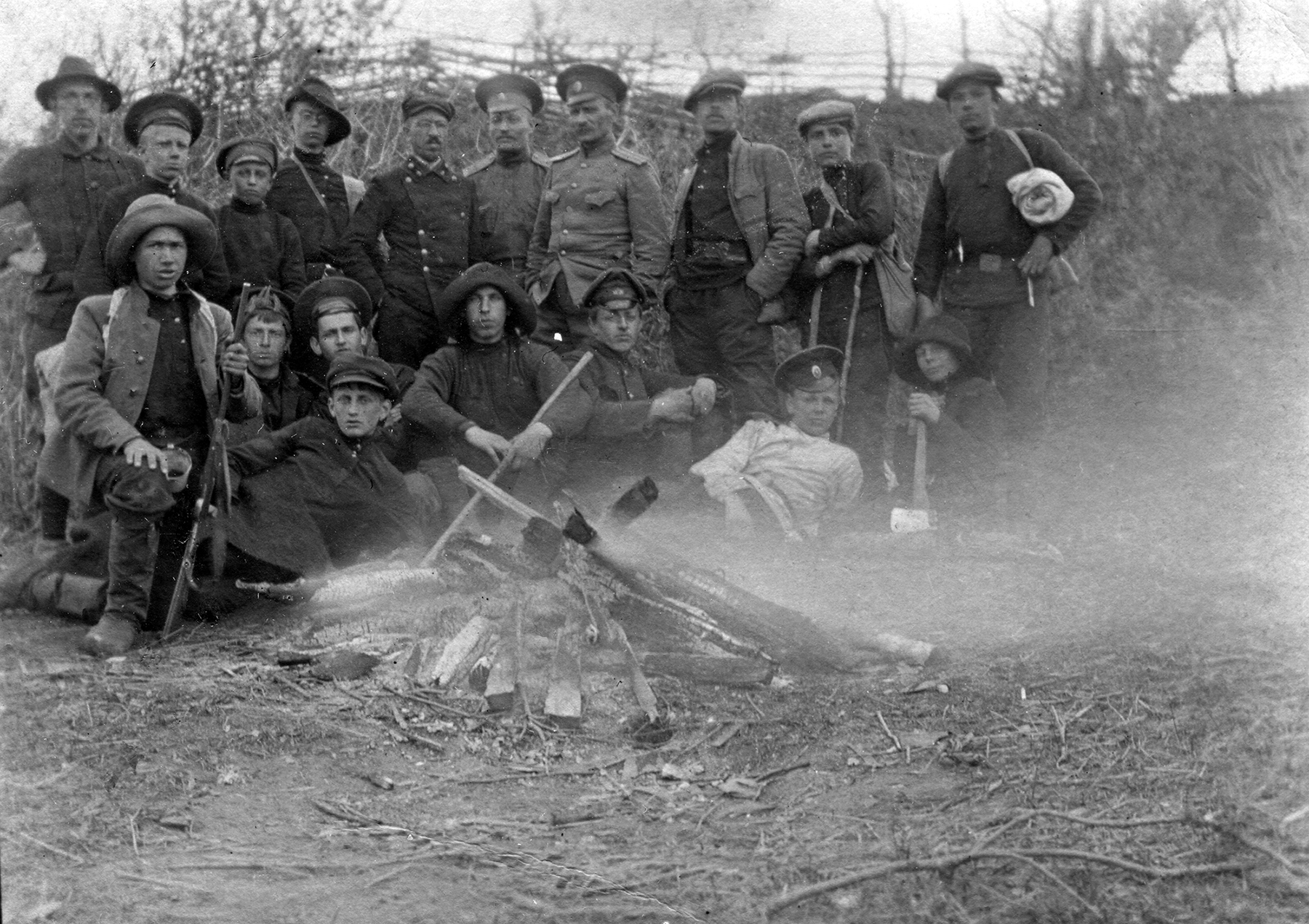
Участники экскурсии В. К. Арсеньева (стоит четвёртый справа) на хребет Хехцир 28 августа — 2 сентября 1914 года. Георгий Ушаков — стоит четвёртый слева

В числе учеников Хабаровского реального училища 28 августа — 2 сентября 1914 года участвовал в экскурсии В. К. Арсеньева на хребет Хехцир.
В 1921 году поступил в Дальневосточный университет во Владивостоке.
Участник Гражданской войны, в партизанских отрядах Амурской партизанской армии, в Народно-революционной армии Дальневосточной республики. Некоторое время работал во владивостокском партийном подполье. После окончания гражданской войны — на партийной работе во Владивостоке, затем в органах госторговли.
В 1926—1929 был первым представителем России по управлению и заселению островов Врангеля и Геральд. Награждён орденом Трудового Красного Знамени (1930)).

Участники экспедиции 1930—1932 гг.: Н. Н. Урванцев, Г. А. Ушаков, С. П. Журавлёв, В. В. Ходов.

В 1930—1932 совместно с геологом Н. Н. Урванцевым, радистом В. В. Ходовым и охотником С. П. Журавлёвым составили первую карту архипелага Северная Земля, открыли пролив Шокальского, месторождение оловянных руд. Этой экспедиции посвящена книга «По нехоженой земле».

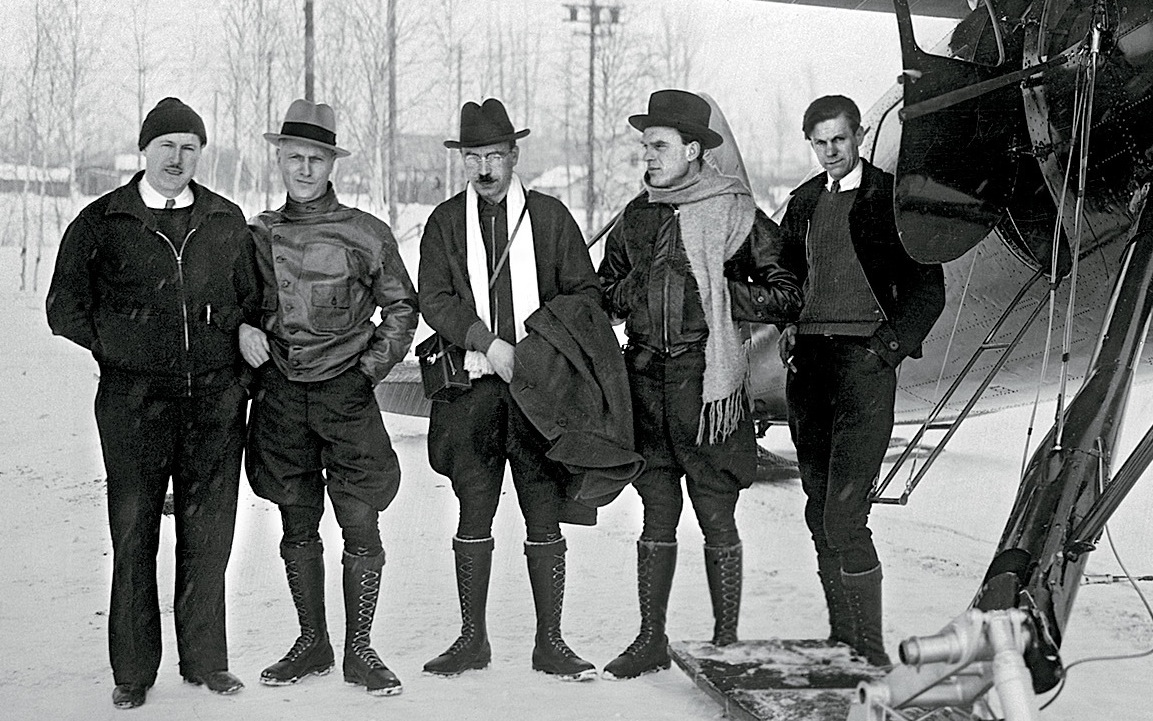
Г. А. Ушаков (в центре) на Аляске в качестве уполномоченного правительственной комиссии по спасению челюскинцев

В 1934 году назначен уполномоченным правительственной комиссии по спасению экипажа и пассажиров парохода «Челюскин», затонувшего в Чукотском море.
В 1935 возглавил Первую Высокоширотную экспедицию Главсевморпути на ледокольном пароходе «Садко». Установлен мировой рекорд свободного плавания за Полярным кругом (82°4’с. ш.). Открыт остров Ушакова.
В 1936—1939 — первый Начальник созданного Главного управления Гидрометслужбы СССР при СНК СССР.
Один из основателей Института океанологии АН СССР, инициатор переоборудования теплохода «Экватор» («Марс») во всемирно известное научное судно «Витязь».
В 1950 году учёная степень доктора географических наук была присвоена Г. А. Ушакову без защиты диссертации.
С 1957 года — персональный пенсионер.
Г. А. Ушаков завещал похоронить себя на подробно исследованной им Северной Земле. Его последняя воля была выполнена — урну с прахом выдающегося землепроходца и первооткрывателя доставили на о. Домашний и замуровали в бетонную пирамиду.
Награждён орденом Трудового Красного Знамени, орденом Ленина, орденом Красной Звезды.
Почётный гражданин Еврейской автономной области (2000).

## Воспитанник Володя Павлов
Участник экспедиции 1926—1929 на остров Врангеля Иосиф Миронович Павлов перед смертью завещал Георгию Алексеевичу Ушакову позаботиться о единственном сыне Володе, который по смерти отца оставался круглым сиротой. В 1938 Володю Павлова доставили с острова Врангеля в Москву, где для супругов Ушаковых он стал приемным сыном. С 1940-х годов Владимир Иосифович Павлов работает радиотехником и метеорологом на полярных станциях в Арктике.

## Память
Именем Г. А. Ушакова названы:

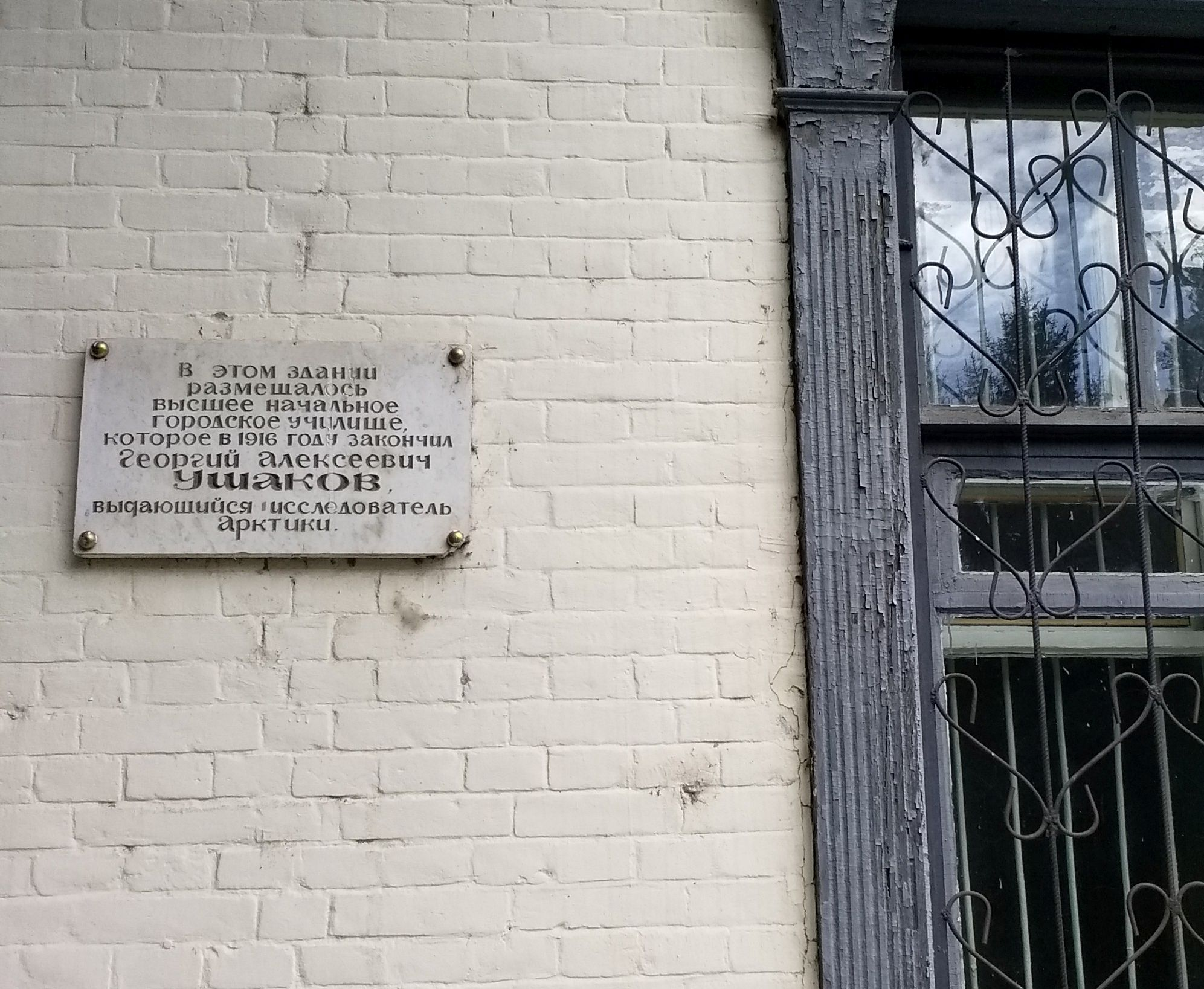
Мемориальная доска Георгию Ушакову, установлена в Хабаровске

- поселок Ушаковское и мыс Ушакова на острове Врангеля[3];
- река Ушакова на архипелаге Северная Земля;
- мыс Ушакова на острове Нансена[3];
- банка Ушакова в Баренцевом море (координаты: 79°18′ с. ш. 46°24′ в. д.HGЯO)[4];
- остров Ушакова в Карском море[3];
- горы Ушакова на Земле Эндерби в Антарктиде (координаты: 67°31′ ю. ш. 51°22′ в. д.HGЯO)[3];
- несколько морских судов СССР.
- коса Георгия Ушакова (Чукотское море, остров Врангеля)[5].

Мыс Четверых (Карское море, Северная Земля, остров Домашний) назван в честь участников первой советской экспедиции на Северную Землю в 1930—1932 гг.: Георгия Алексеевича Ушакова, Николая Николаевича Урванцева, Василия Васильевича Ходова и Сергея Прокопьевича Журавлева.
Мемориальная доска установлена в Хабаровске, на здании школы № 35 им. В. И. Ленина по ул. Шевченко, 10.

Текст: 
В этом здании размещалось высшее начальное городское училище, которое в 1916 году закончил Георгий Алексеевич Ушаков, выдающийся исследователь Арктики.

## Интересные факты
- Георгий Алексеевич Ушаков подготовил рукопись будущей книги «Остров метелей», но при жизни не успел издать её. В подготовке материалов рукописи к изданию приняли участие М. А. Богуславская, вдова автора И. А. Ушакова и доктор биологических наук, профессор С. М. Успенский. Рукопись перед печатью любезно прочёл и дал консультации доктор филологических наук Г. А. Меновщиков. С. М. Успенский также написал к книге послесловие (1-е издание, 1972, с. 170—172) и дал примечания (с. 173—174).